# Шариати, Али
Али Шариати (перс. علی شريعتی‎; 23 ноября 1933 — 19 июня 1977) — иранский левый социолог и революционер, один из наиболее известных и влиятельных социологов религии. Известен как один из самых оригинальных и талантливых иранских мыслителей XX века, и как один из идеологов Исламской революции.

## Биография

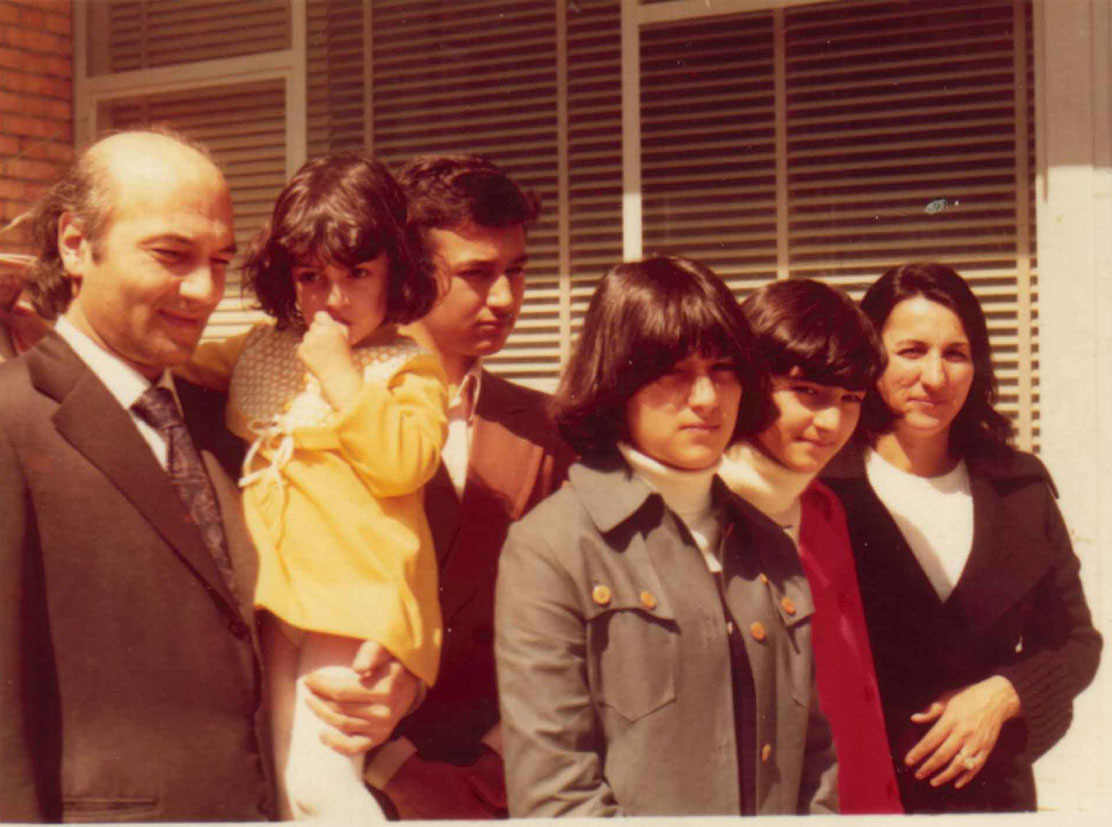
Али Шариати (крайний слева) спустя день после освобождения из заключения

Али Шариати родился в 1933 в Кахаке (деревня в Мазинане), в пригороде Сабзевара. Его отец, Мохаммад-Таги, был исламским ученым, основавшим Центр пропаганды исламских истин в провинции Хорасан, в то время, когда марксизм имел наибольшее влияние в Иране. Позже, его сын подвергнет критике многие его взгляды.
За годы учёбы в педагогическом училище Али Шариати знакомится с людьми из наименее привилегированных социальных классов общества и впервые наблюдает весь ужас экономического и социального положения Ирана в тот период. В это же время он ощутил влияние не только мыслителей мусульманского мира (Джалал ад-Дина Руми и Мухаммада Икбала), но и многих аспектов европейской философии и политической мысли. Он пытался найти выход из сложившегося в период деспотического правления шаха кризиса посредством традиционных исламских принципов и методов, осмысленных, в том числе, и через достижения современной философии и социологии.
В 1952 он стал преподавателем высшей школы и основал Исламскую студенческую ассоциацию, которую возглавлял до его ареста после одной из протестных демонстраций. В 1953, в год военного переворота генерала Фазлоллы Захеди и ниспровержения правительства Мохаммеда Мосаддыка, осуществленного при поддержке ЦРУ и приближённых иранцев, он стал членом Национального движения сопротивления. В 1955 он получает степень бакалавра в университете Мешхеда. В 1957 он, вместе с 16 остальными членами Национального движения сопротивления, снова арестован шахской охранкой САВАК.
Али Шариати получает научное признание во Франции, где продолжает свои исследования в качестве дипломированного специалиста в университете Сорбонны. Здесь его считали блестящим учеником и в 1958 избрали лучшим студентом в искусстве письма. В 1959 в Париже Шариати начал сотрудничать с алжирскими революционерами из Фронта национального освобождения. В следующем году он начал читать Франца Фанона и переводить антологию его работ на персидский язык. Шариати хотел внедрить идеи Фанона в иранские революционные круги среди эмигрантов. Он был арестован за участие в демонстрации в поддержку Патриса Лумумбы 17 января 1961. В этом же году он присоединяется к Эбрахиму Язди, Мустафе Чамрану и Садеку Готбзаде в учреждении за границей Свободного движения иранцев.
В 1962 г. он продолжает изучать социологию и историю религий и следует курсу исследователей ислама, таких как Луи Массиньон, Джасгес Бегуэ, и социолога Джорджа Гирвича. Он также знакомится с работами философа Жана-Поля Сартра, и публикует в Иране книгу Джалала Але-Ахмада «Gharbzadegi» (Occidentosis). Уезжая из Парижа, он работал над докторским исследованием, которое он защитил в 1964, получив степень доктора социологических наук.
В 1964 г. он возвращается в Иран, где снова оказывается арестованным имперскими властями, за подрывную политическую деятельность против иранской монархии во Франции, и попадает в тюрьму. Он был освобожден только после нескольких недель заключения, после чего начал преподавательскую деятельность в Университете Мешхеда.
Позже Али Шариати отправляется в Тегеран, где читает лекции в культурно-религиозном центре Хосейние Эршад (Hosseiniye Ershad). Эти лекции были колоссально популярны среди студентов, через которых распространялись на все социальные слои общества, включая средние и высшие классы, где интерес к идеям Шариати усиливался чрезвычайно быстро. Продолжительный успех Шариати снова вызвал интерес имперских властных структур к его персоне, и он в очередной раз был арестован, как и многие его студенты. Широкое недовольство народных масс и международный протест в конечном счете вынудили власти освободить его, после 18-месячного заключения в одиночной камере (подобные жестокости являлись обычной практикой шахской монархической системы), и он был освобождён 20 марта 1975 года.
Шариати было разрешено выехать в Англию. Он поселился в Саутгемптоне на южном побережье Великобритании, где через несколько недель был найден мёртвым в своей квартире. Официальной версией его смерти является сердечный приступ. Однако, существует огромное количество подтверждений причастности шахской охранки САВАК к его смерти, так что это практически признанный факт.

## Взгляды
Многие отмечают глубокое влияние на мировоззрение Шариати марксизма, концепции «Третьего Мира» («Third-worldism»), с которой он познакомился будучи студентом в Париже, идей классовой борьбы и революционного пути к свободному бесклассовому обществу, с одной стороны, и исламского реформизма, с другой. Также принято считать, что он принял идею «Gharbzadegi» Джалал Аль-Ахмада и дал ей более «энергичную и внушающую вторую жизнь».
Он пытался перевести эти идеи в символы шиизма. Он верил, что шииты не должны пассивно ждать прихода Махди, но должны активно бороться с угнетением, осуществлять преобразование общества на справедливых началах, вклиниваться в ткани истории, осуществляя в ней исламские идеалы и принципы, тем самым, создавая почву для его возвращения. «Даже на грани принятия мученичества», говоря «каждый день — Ашура, любое место — Кербела».
Шариати предложил своё видение шиизма, и выделил в нем «красный шиизм» который он противопоставил «чёрному шиизму», или джафаридскому шиизму. Его революционные религиозно-социалистические идеи сравнивают с католической теологией освобождения, основанной в южной Америке священником Густаво Гутьерресом Мерино и бразильцем Леонардо Боффом.
Идеями Шариати вдохновлялись активисты организации шиитской антиклерикальной организации Форкан во главе с Акбаром Гударзи, которая в 1979 году вела подпольную террористическую борьбу против режима аятоллы Хомейни.

## Наследие

### Наиболее важные книги и речи Али Шариати
1. Hajj (The Pilgrimage)
2. Marxism and Other Western Fallacies : An Islamic Critique
3. Where Shall We Begin?
4. Mission of a Free Thinker
5. The Free Man and Freedom of the Man  (недоступная ссылка с 21-05-2013 [4320 дней] — история, копия)
6. Extraction and Refinement of Cultural Resources  (недоступная ссылка с 21-05-2013 [4320 дней] — история, копия)
7. Martyrdom (book)  (недоступная ссылка с 21-05-2013 [4320 дней] — история, копия)
8. Ali
9. An approach to Understanding Islam PART1-  (недоступная ссылка с 21-05-2013 [4320 дней] — история, копия)PART2-  (недоступная ссылка с 21-05-2013 [4320 дней] — история, копия)
10. A Visage of Prophet Muhammad
11. A Glance of Tomorrow’s History
12. Reflections of Humanity
13. A Manifestation of Self-Reconstruction and Reformation
14. Selection and/or Election
15. Norouz, Declaration of Iranian’s Livelihood, Eternity
16. Expectations from the Muslim Woman
17. Horr (Battle of Karbala)
18. Abu-Dhar
19. Islamology
20. Red Shi'ism vs. Black Shi'ism
21. Jihad and Shahadat
22. Reflections of a Concerned Muslim on the Plight of Oppressed People
23. A Message to the Enlightened Thinkers
24. Art Awaiting the Saviour
25. Fatemeh is Fatemeh
26. The Philosophy of Supplication
27. Religion versus Religion
28. Man and Islam — see chapter «Modern Man and His Prisons»